# Дев'ятий сон Віри Павлівни
«Дев'ятий сон Віри Павлівни» (рос. Девятый сон Веры Павловны) — оповідання Віктора Пелевіна, було вперше опубліковане у 1991 році в складі першої авторської збірки Пелевіна «Синій ліхтар».

## Сюжет
Дія оповідання відбувається на тлі періоду перебудови в СРСР, у творі навіть пропонуються фантастичні пояснення її причин.
Головна героїня оповідання — Віра, прибиральниця у громадському туалеті. Вона захоплюється філософською системою соліпсизму і веде насичене культурне життя, яким непомітно і ненав'язливо керує подруга з сусіднього туалету. У певний момент подруга відкриває Вірі таємницю життя, хоча й не може розкрити її сенс. Ця таємниця виявляється дуже простою і протягом оповідання стає доволі швидко зрозумілою — все йде так, як ми побажаємо. Віра бажає, щоб у туалеті були картини і музика.
Саме це стає пружиною подій, починаються демонстрації, в туалеті забувають лозунг «Парадигма перебудови є безальтернативною!», після чого заклад приватизується. Новий власник вішає картини, Віра тепер також ставить музику, так що перші схвильовані відвідувачі використовують туалет під музику Баха. Бажання Віри здійснилось, але перебудова триває, і ось вже на місці туалету — розкішний магазин.
Єдине, що не зрозуміле Вірі, чому люди і речі виглядають так, ніби вони в гівні, а з-за стінки чутно шум потоку. В апофеозі оповідання грандіозна ілюзія руйнується, потік гівна усе затоплює і уносить віру на Страшний суд. За соліпсизм карають вічним перебуванням в радянській реалістичній прозі, але там вже все зайнято. — Що робити? — питає Суддя. Врешті Віру поміщають як Віру Павлівну в книгу, яку вивчали в радянській школі, — «Що робити?» Чернишевського. І все, що відбулось, виявляється тепер черговим, дев'ятим сном Віри Павлівни, яка набила читачам оскомину ще зі школи.